# Aleja Wojska Polskiego w Kaliszu
Aleja Wojska Polskiego – ulica w Kaliszu o długości 5,6 km, jedna z głównych arterii miasta. Na prawie całej długości stanowi granicę między poszczególnymi osiedlami, a od łącznika z obwodnicą Nowych Skalmierzyc do ronda Westerplatte część drogi krajowej nr 25. Po ulicy Wrocławskiej jest to druga pod względem długości ulica w mieście.
Na całej długości dwujezdniowa z dwoma pasami ruchu w każdym kierunku.

## Historia
Aleja Wojska Polskiego była pierwszą arterią mającą wyprowadzić ruch tranzytowy ze Śródmieścia Kalisza. Powstała w latach 1972–1980 w łącznie trzech etapach:
- 1972–1974 – odcinek od ulicy Podmiejskiej do ulicy Poznańskiej wraz z pierwszym w Kaliszu skrzyżowaniem o ruchu okrężnym – rondem Westerplatte
- 1975–1978 – odcinek od ulicy Poznańskiej do ulicy Stawiszyńskiej wraz z mostami na Prośnie i Kanale Bernardyńskim
- 1977–1980 – odcinek od ulicy Wrocławskiej do ulicy Podmiejskiej

Duża część prac ziemnych i porządkowych była wykonywana przez załogi zakładów pracy w ramach czynu społecznego. Równolegle z budową arterii, w rejonie ronda Westerplatte, powstawały od 1968 do końca lat 80. XX wieku wielkie zespoły mieszkaniowe według projektów Haliny Rościszewskiej (osiedle XXV-lecia PRL, obecnie Serbinów), Zygmunta Lutomskiego (Widok) i poznańskiego Miastoprojektu (Dobrzec P); w 1972 na terenie tego pierwszego, pod adresem aleja Wojska Polskiego 53 stanął pierwszy w Kaliszu 12-kondygnacyjny blok mieszkalny. W latach 1975–1978 przy początkowym odcinku alei wybudowano Fabrykę Domów Kaliskiego Kombinatu Budowlanego, w której wytwarzano wielkie płyty do budowy bloków mieszkalnych. W 1998 częściowo na jej miejscu powstał hipermarket Hit (później Tesco). W latach 1981–1991 wybudowano przedłużenie arterii do ulicy Warszawskiej, aleję generała Władysława Sikorskiego.
W drugiej połowie 2014 przeprowadzono remont odcinka alei od łącznika z obwodnicą Nowych Skalmierzyc do ulicy Podmiejskiej wraz z rondem Westerplatte oraz wszystkich skrzyżowań wyposażonych w sygnalizację świetlną w związku z budową Zintegrowanego Systemu Zarządzania Ruchem Drogowym.

## Ważniejsze obiekty
- Castorama (ul. Tylna 17-23)
- Makro, nr 7
- Big Star, nr 21-21a
- Majster, nr 23
- Tesco, nr 32
- Energa-Operator, Energetyka Kaliska, nr 35
- Park Handlowy Kalinka (ul. Młynarska 131)
- centrum handlowe „Bursztyn”, nr 116

## Komunikacja miejska
Aleją Wojska Polskiego kursuje łącznie, na różnych odcinkach, dziewięć linii Kaliskich Linii Autobusowych (najwięcej z nich między ul. Marii Skłodowskiej-Curie a rondem Westerplatte), a także linia M MZK Ostrów Wielkopolski. Przy ulicy znajdują się 22 przystanki autobusowe, z czego trzy nie są użytkowane przez KLA.